# Jean-Louis Négadelle
Jean-Louis Négadelle, né le 7 février 1893 à Brest où il est mort le 25 août 1944, est un officier de marine français.

## Biographie
Fils de Charles-Joseph Négadelle, un médecin de la marine, il entre à l'École navale en octobre 1909 et en sort enseigne de vaisseau de 2e classe en octobre 1912. Il sert alors sur le Kersaint en Extrême-Orient et dans le Pacifique.
Au début de la Première Guerre mondiale, il est toujours sur le Kersaint en occupation des îles Samoa et de la partie allemande de la Nouvelle-Guinée et est promu enseigne de 1re classe en octobre 1914. Revenu en Europe en 1915, il sert sur le sous-marin Néréide d'avril 1916 à mars 1919 en Méditerranée puis à l'escadrille des sous-marins de Bretagne.
Lieutenant de vaisseau (novembre 1918), second de l'aviso Ville-d'Ys à la surveillance des pêches de Terre-Neuve, il suit en 1920 les cours de l’École supérieure d'électricité et en sort breveté ingénieur pour prendre le commandement du sous-marin Armide à Toulon tout en ayant la charge du cours d’électricité de l’École de navigation sous-marine.
En novembre 1921, il commande le sous-marin Atalante et entre à la Commission d'études pratiques de détection sous-marine. En 1923, il commande le sous-marin Jean-Autric en Méditerranée puis entre à l’École de guerre et au Centre des hautes études navales (1925). En octobre de la même année, il est envoyé à l'état-major de l'escadre de Méditerranée sur le Bretagne et est nommé capitaine de corvette en janvier 1927.
Chef du 3e bureau à la préfecture maritime de Toulon (novembre 1927), il prend en janvier 1928 le commandement du torpilleur Trombe en escadre de Méditerranée puis du torpilleur Ouragan en novembre 1929. Il sert ensuite au 3e bureau de l’État-major général et est promu capitaine de frégate en avril 1931. Chef d'état-major des contre-torpilleurs de la 1re escadre sur le Verdun, il commande en janvier 1933 le Cyclone  avec comme officier en second Marcel Henri Alphonse Fontaine (1900-1942), et la 5e division des torpilleurs, puis devient auditeur à l’École de guerre et au Centre des hautes études navales en janvier 1936.
Adjoint au directeur du personnel militaire, capitaine de vaisseau (juin 1937), il commande en mai 1938 le cuirassé Dunkerque et, capitaine de pavillon de l'amiral Gensoul en escadre de l'Atlantique, est muté à l'amirauté en novembre 1939 en tant que sous-chef d'état-major des forces maritimes.
Contre-amiral (novembre 1940), il commande en septembre 1941 la 3e escadre légère à Toulon avec pavillon sur le contre-torpilleur Volta et est placé en congé d'armistice après le sabordage de la flotte le 27 novembre 1942.
Rappelé à l'activité en septembre 1943 comme chef de l'arrondissement maritime de Brest, il y est chargé de la sauvegarde du patrimoine immobilier de la marine et reste à son poste lors du siège de la ville par les Alliés. Il est alors tué lors d'un bombardement américain sur l'arsenal le 25 août 1944.

## Récompenses et distinctions
- Chevalier de la Légion d'honneur (1921)